# Réserve nationale de faune d'Alaksen
La réserve nationale de faune d'Alaksen (anglais : Alaksen National Wildlife Area) est une réserve nationale de faune située en Colombie-Britannique (Canada). Cette aire protégée de 349 ha représente une importante halte migratoire et une aire d’hivernage pour de nombreuses espèces d'oiseaux migrateurs. Elle est administrée par le Service canadien de la faune.